# Ibn Madīni
Ibn Madini (en arabe : علي بنُ عبدِ اللهِ بنِ جعفر بنِ نجيح بنِ بكر بن سعد, Alî ibn Abd-'Allâh ibn Jaafar ibn Najih ibn Bakr ibn Saad al-Basrî) est un spécialiste du hadith des premiers siècles de hégire (778-849).

## Biographie
Il naquit et vécut à Bassorah et c'est pour cela qu'il a été nommé par certains Al-Basri. Il fut célèbre dans le monde musulman par sa connaissance des hadith. Son père ainsi que son grand-père étaient également très connaisseurs dans le domaine du hadith.

## Œuvres
La plupart de ses œuvres ont été perdues. Al-Hakem les a énumérées comme ceci :
- Kitab Al Assami wa Kounia, le livre des prénoms et des surnoms.
- Kitab Ad-Dhoâfaâ, Le livre des rapporteurs non fiables.
- Kitab Al-Moudallissine, le livre des dissimulateurs.
- Kitab Aoual man Nadhar fi arrijal, Le livre du Pionnier dans la science des biographies des rapporteurs.
- Kitab attabkat.
- etc.